# Nederlandse Omroep Stichting
La Nederlandse Omroep Stichting o NOS (en català: Fundació de Radiodifusió Neerlandesa) és un dels organismes de radiodifusió pertanyents a la Nederlandse Publieke Omroep. Té l'obligació legal de fer noticiaris i programes esportius per als tres canals de televisió (així com la producció dels seus respectius teletexts) i els sis serveis de ràdio públics dels Països Baixos.

## Història
NOS va començar les seves operacions el 29 de maig de 1969 i va ser establerta per llei el 28 de febrer de 1967, quan va fusionar les llavors existents Unió de Ràdios d'Holanda (establerta en 1947) i la Fundació de Televisió dels Països Baixos (establerta en 1951). Des de llavors, NOS es va encarregar de la tasca de coordinar les activitats dels cinc primers organismes de radiodifusió (AVRO, KRO, NCRV, VPRO i VARA) i d'operar les seves estacions de transmissió i proporcionant almenys el 25 % de tota la producció televisiva i el 15 % de tota la producció radial.
Des de desembre de 1994, les responsabilitats de NOS van ser derivades cap al lliurament imparcial d'informació, esports i esdeveniments en viu. Des de 2006 va entrar en vigor un pla de reestructuració de l'ens, amb la finalitat de crear una organització que recol·lecti informació durant les 24 hores del dia i "transformar l'ens des d'una plataforma de gran organització a una plataforma que aconsegueixi un equilibri entre la mateixa i la seva orientació temàtica", la qual cosa eventualment podria significar la divisió de la NPO més enllà de la pròpia NOS.
NOS (sota el nom de NRU Unió de Ràdios d'Holanda) va ser un dels 23 membres fundadors de la Unió Europea de Radiodifusió. Des de setembre de 2002, la seva qualitat de membre va ser traspassada a la Nederlandse Publieke Omroep.